# Salebriodes ephestiella
Salebriodes ephestiella är en fjärilsart som beskrevs av Hans Georg Amsel 1950. Salebriodes ephestiella ingår i släktet Salebriodes och familjen mott. Inga underarter finns listade i Catalogue of Life.